# 次サリチル酸ビスマス
次サリチル酸ビスマス（英: Bismuth subsalicylate）は、ペプトビズモ（英: Pepto-Bismol）などの商品名で販売されている、下痢や胸やけの治療に用いられる医薬品である。英国では一般的に胸やけの治療に用いることは推奨されていない。次サリチル酸ビスマスは、他の医薬品と併用してヘリコバクター・ピロリ感染症の治療にも用いられる。投与法は、液体または錠剤の経口投与である。
一般的な副作用には、毛舌や暗色便などがあげられる。重度の副作用には、ライ症候群や神経障害などがあげられる。アスピリンに対してアレルギーがある人には投与するべきではない、また、大量摂取はサリチル酸中毒を引き起こす場合がある。妊娠後期の妊婦への投与は胎児に害を及ぼす場合がある。作用機序は胃の内側を保護するコーティングが成形されることで効果がある。
次サリチル酸ビスマスが医薬品として使用されるようになったのは1910年代である。後発医薬品の一般用医薬品として入手できる。"制酸薬"として説明されることが多いが、制酸薬の特性があるわけではない。米国での購入価格は1錠262mgが30錠入ったのもで約11米ドルである。